# 椒図
椒図（椒圖、しょうず）は、竜生九子の一つ。姿は蛙にも、タニシやサザエのような巻貝やカラス貝にも似ている。閉じることを好み、他所者が巣穴に入ることを嫌う。故に、門扉の握り輪を咥えているという。

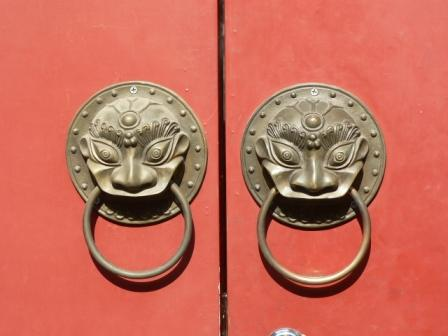
四合院の門にいる椒図